# Derrick Frenette
Derrick Frenette, né en 1985 à Val-d’Or, est un acteur et humoriste québécois.  

## Biographie
Derrick Frenette n’a pas fait comme la majorité des humoristes au Québec. Il n’est pas allé à l’École nationale de l’humour. Il a fait un BAC à l’UQÀM en ayant pour but de faire un semestre à l’étranger inspiré par le visionnement du film L’auberge espagnole. Ce qu’il fera en Belgique.
L’humoriste commence sa carrière en 2011 en animant la célèbre soirée des Mardis de l’humour du Pub St-Ciboire. Il anime plus de 150 soirées jusqu’en 2014. Grâce à celles-ci il sera repéré par Philippe Bond qui lui demandera de faire sa première partie pour la tournée Philippe Bond 2.
En 2015, il monte un Gala en hommage à sa jeune sœur emportée par le suicide. Avec l’aide de ses amis, dont Philippe Bond, il présente à Val-d’Or à guichet fermé le Gala Rosée-Ann Frenette. Ils amasseront 22500$ pour l’organisme Prévention suicide.
En 2016, c’est le début de sa carrière solo sur scène avec son premier spectacle nommé Esquisse. Dans la même année il crée le spectacle Derrick Frenette est FÂCHÉ NOIR. Spectacle qui adapte les textes de Stéphane Dompierre. Il fait des représentations de ses deux spectacles jusqu’à la fin de l’an 2017. En parallèle, il est présentateur d’une web série nommé l’honnête gentleman.
En 2018, il remet sa casquette d’animateur pour différentes soirées. Il anime pour le Terminal Comédie Club, le Bordel Comédie Club et au La Tulipe. L’humoriste auto-produit le balado Le temps d’une brassée. Dans ce balado il est question du rapport à la parentalité de lui et de ses invités. Le titre est inspiré du fait qu’il le réalise dans sa salle à lavage.
En 2019, il est l’heure pour Derrick Frenette de porter une nouvelle casquette. Celle d’acteur. Il commencera cette carrière en décrochant plusieurs rôles principaux dans des publicités. Il est apparu dans des publicités pour McDonald’s, Centris et Raymond Chabot.
En 2020, Le temps d’une brassée entame une deuxième saison. Avec Richardson Zéphir, il fera son troisième spectacle nommé le spectacle d’humour Zéphir | Frenette. Cette année, Derrick continue sa carrière d’acteur en décrochant un premier rôle pour la série Toute la vie produite par Fabienne Larouche.
Malgré la pandémie en fin 2020, Derrick continue ses activités professionnelles. Il présente un numéro d’humour au gala Trait d’humour.  Il agrandit encore son expertise dans le milieu de l’acting avec Caroline Dhavernas dans le court métrage Les Monstres. Il continue sa tournée du Gros Buck avec une 3e édition. Il fait aussi des apparitions régulières au Wifi Comédie Club de Phil Roy.
À l’hiver 2021, Derrick produit huit spectacles nommés Les grandes soirées. Ce sont des spectacles virtuels offerts aux personnes qui ont un métier de première ligne. Une fois la reprise des activités en présentiel, il participe en tant qu’humoriste aux émissions télévisées Un rire à l’autre animée par Mario Tessier, Trait d’humour de Mathieu Cyr et Le Prochain Stand-Up. En tant qu’acteur, il obtient un rôle dans l’émission La tour animée par Patrick Huard et présentée à TVA.
En 2022, il est de plus en plus présent dans des projets en tant qu’acteur. Il joue des rôles dans la série télévisée Manuel de la vie sauvage écrite par Jean-Philippe Baril Guérard, dans Les indéfendables et son rôle marquant de Sébastien dans la finale de District 31. Il entretient aussi sa carrière d’humoriste avec son nouveau spectacle Pas pire rodé.
En 2023, Derrick Frenette participe à plusieurs émissions de télévision. Notamment dans la nouvelle série jeunesse Premier trio. Il participe aussi dans l’industrie du cinéma avec son rôle principal dans le long métrage Des hommes, la nuit de Anh Minh Truong.
En 2024, il anime des soirées d’humour aux Bordel Comédie Club à Montréal, à l’Insulaires de Laval et au BAM Pub culturel de Bois-des-Filion. Il joue un policier attachant dans la nouvelle série Projet innocence présentée sur Crave et Noovo. Aussi, Il continue de faire son spectacle Pas pire rodé.

## Vie privée
Derrick Frenette est un humoriste originiare de Val-d'Or qui est père de deux enfants. Il est marié avec Amélie Bissonnette-Théorêt.

## Carrière

### Spectacles
- 2016: Esquisse
- 2016: Derrick Frenette est FÂCHÉ NOIR
- 2020: Le spectacle d’humour Zéphir | Frenette
- 2021: Les grandes soirées
- 2022: Pas pire rodé

### Filmographie
Sauf indication contraire, les informations mentionnées dans cette section peuvent être confirmées par les bases de données cinématographiques IMDb et Allociné,  présentes dans la section « Liens externes ».

#### Télévision
- 2020: Toute la vie - Bruno Langlois
- 2020: Mon fils - Agent de sécurité
- 2020: La tour - Fred
- 2022: District 31 - Sébastien Petit
- 2022: STAT - Éloi Denault
- 2022: Indéfendable - Samuel Rivest
- 2023: Premier trio - Fred

#### Cinéma
- 2021: Monsters de Frank Tremblay
- 2023: Des hommes, la nuit de Minh Anh Truong